# Kaptens paradis
Kaptens paradis (engelska: The Captain's Paradise) är en brittisk komedifilm från 1953 i regi av Anthony Kimmins.

## Handling
Ett passagerarfartyg trafikerar rutten Gibraltar - Marocko. Kapten har en fru i vardera hamnen.

## Rollista i urval
- Alec Guinness - kapten Henry St. James
- Yvonne De Carlo - Nita St. James
- Celia Johnson - Maud St. James
- Miles Malleson - Lawrence St. James
- Charles Goldner - Ricco
- Bill Fraser - Absalom
- Ferdy Mayne - shejken
- Nicholas Phipps - majoren
- Sebastian Cabot - Ali
- Ambrosine Phillpotts - Marjorie